# Delmotte (cràter)
Delmotte és un petit cràter d'impacte que es troba just a l'est del cràter molt més gran Cleomedes, i al nord de la Mare Crisium, a la part nord-est de la Lluna. Delmotte apareix en escorç vist des de la Terra, encara que no prou com per ocultar els seus detalls interiors.

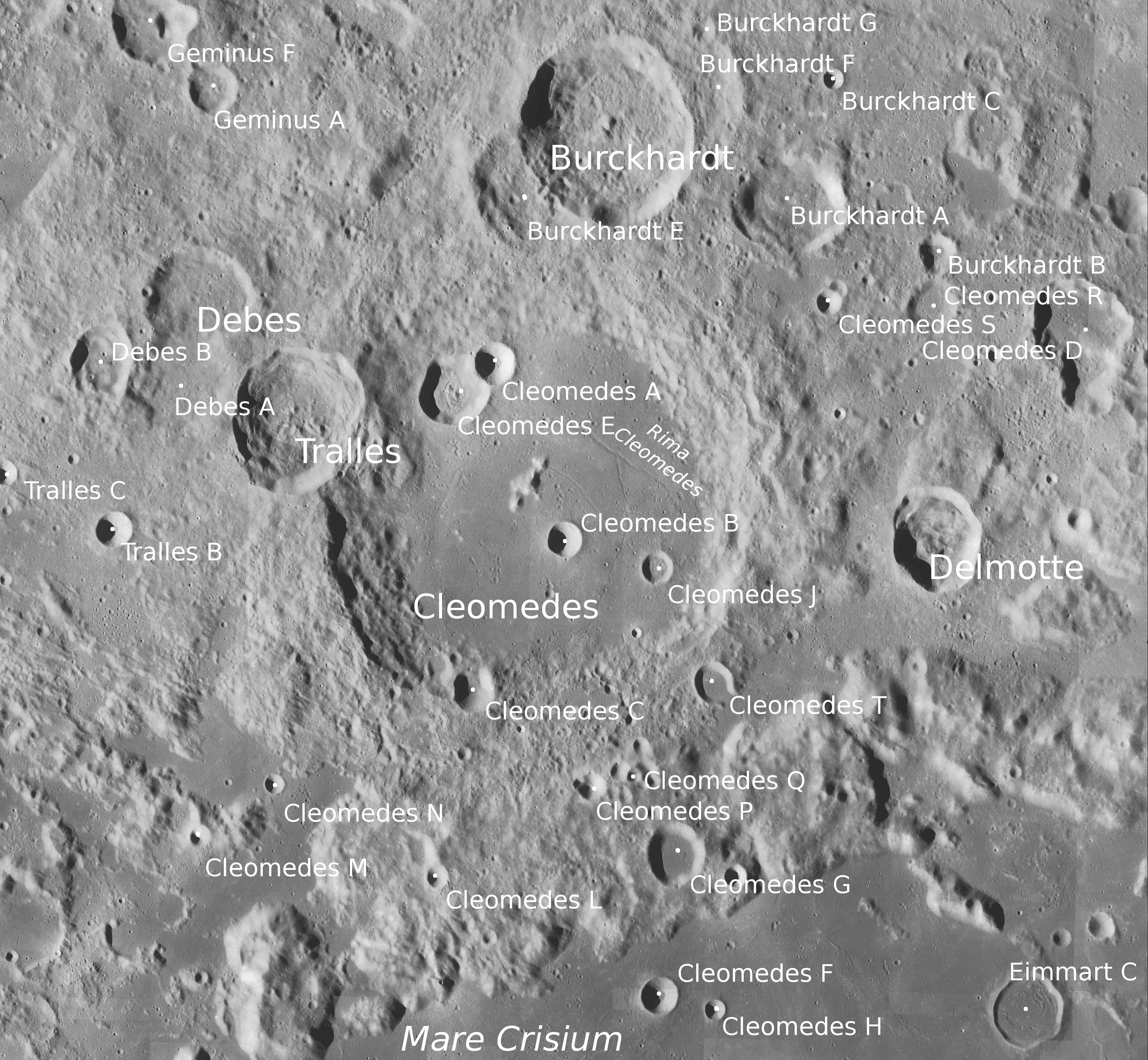
Localització de Delmotte (centre, a la dreta)
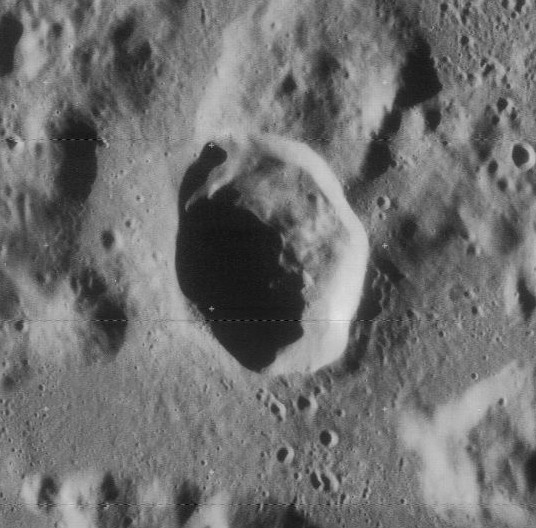
Fotografia de la missió Lunar Orbiter 4, 1967

La vora del cràter és més o menys circular, amb una vora lleugerament esmolada i una paret interior prima. La part nord-oest de la vora té una esquerda lineal que s'estén cap al nord-est. El sòl del cràter és relativament pla. Hi ha algunes zones d'albedo més clar a l'interior, amb la més notable a prop de la paret interna de nord.